# Pascal's Wager
Pascal's Wager es un videojuego Soulslike desarrollado por TipsWorks y publicado por Giant Network y Yooreka Studio.

## Jugabilidad
Los jugadores controlan a Terrence, un mensajero que busca a su esposa en una tierra abrumada por la oscuridad. Pascal's Wager es un Soulslike, un subgénero de juegos de rol de acción que se centran en batallas contra jefes difíciles y en tiempos precisos durante el combate. Varios otros personajes se unen a Terrence durante su búsqueda y los jugadores pueden usarlos para librar batallas. Durante las batallas, los jugadores deben controlar su cordura. Cada golpe que dan les hace perder algo de cordura y volverse locos otorga a los enemigos ataques poderosos adicionales. Otro medidor que se llena después de realizar ataques permite a los jugadores realizar sus propios ataques especiales. Al morir, los jugadores pierden parte de su moneda, que se utiliza para mejoras, y regresan a un punto de control.

## Desarrollo
"Pascal's Wager" se desarrolló en China. TipsWorks fue fundada en 2016 por desarrolladores que habían trabajado anteriormente en juegos de consola. Como no les gustaba el modelo gratuito común en los juegos móviles, decidieron producir un juego grande estilo consola para dispositivos móviles. Su principal influencia fueron los juegos Souls de From Software, pero también citaron a God of War, For Honor y Horizon: Zero Dawn. Inicialmente se planeó que Pascal's Wager fuera un juego multijugador, pero los comentarios de los jugadores los convencieron de adoptar un enfoque más basado en la historia.
Giant Network publicó Pascal's Wager para iOS el 16 de enero de 2020; para Android el 25 de junio de 2020; y para Windows el 12 de marzo de 2021. Yooreka Studio lo publicó para Switch el 14 de julio de 2022. El DLC Tides of Oblivion, que añade una nueva tierra para explorar, se lanzó en agosto de 2020, y Dance of the Throne, que añade un nuevo personaje jugable, se lanzó por primera vez en agosto de 2022.

## Recepción
En Metacritic, Pascal's Wager recibió críticas positivas para iOS y críticas mixtas para Windows. Digital Trends dijo que tiene "una escritura y una actuación de voz horrendas", pero consideró que la jugabilidad es impresionante para un juego móvil. Polygon lo llamó un clon descarado de Dark Souls con una trama terrible, pero lo recomendaron a los jugadores que quieran jugar un juego Soulslike en dispositivos móviles. Ambos sitios dijeron que jugar con un controlador en dispositivos móviles era obligatorio debido a los deficientes controles táctiles. Aunque no le impresionaron los gráficos ni la actuación de voz, TouchArcade dijo que "se siente genial jugar a pesar de sus peculiaridades". Al revisar "Pascal's Wager" en Switch, "Digitally Downloaded" dijo que es "brutalmente torpe", carece de creatividad y un port de móvil deficiente.